# Günter Grass
Günter Grass (n. 16 octombrie 1927, Orașul Liber Danzig – d. 13 aprilie 2015, Lübeck, Germania) a fost un scriitor, sculptor, pictor și grafician german. Grass a fost membrul grupului Grupul 47 și este considerat unul din cei mai importanți autori de limbă germană ai prezentului. Cărțile sale au fost traduse în numeroase limbi. În anul 1999 a fost distins cu Premiul Nobel pentru Literatură.
Lirica sa abstractă cultivă umorul, expresia șocantă, calamburul.
Romanele sale de critică socială sunt novatoare prin tehnica narativă, iar viziunea asupra lumii unește absurdul grotesc cu miticul și arhetipalul.,

## Date biografice
Günter Grass s-a născut în orașul Danzig (actualmente Gdańsk, Polonia). Era fiul lui Willy Graß (n. 1899 – d. 1979), etnic german protestant, și al Helenei Grass (n. 1898 – d. 1954), romano-catolică de origine poloneză. Günter Grass a fost crescut în conformitate cu preceptele religiei catolice. Avea încă o soră, care s-a născut în 1930.
Günter Grass a urmat gimnaziul Conradinum în Danzig. S-a oferit voluntar în cadrul serviciului Kriegsmarine, în 1943 devine Luftwaffenhelfer, se înrolează în Reichsarbeitsdienst, iar în noiembrie 1944, la 17 ani, s-a înrolat în Waffen-SS, trupa paramilitară de elită a SS. A fost rănit la picior și luat prizonier de americani la 20 aprilie 1945. 
După eliberare, a fost cioplitor în piatră pentru morminte, ceea ce avea să-i slujească drept mijloc de subzistență în timpul studenției (la grafică și sculptură) în Düsseldorf și Berlin. A mai fost traficant pe piața neagră și baterist într-o formație de jazz. De asemenea, el a lucrat în calitate de autor și a călătorit în mod frecvent. S-a căsătorit în 1954, iar din anul 1960 a locuit la Berlin, precum și temporar în landul Schleswig-Holstein. Divorțat în 1978, s-a recăsătorit anul următor. Între anii 1983 - 1986 a deținut președinția Academiei de Arte din Berlin.

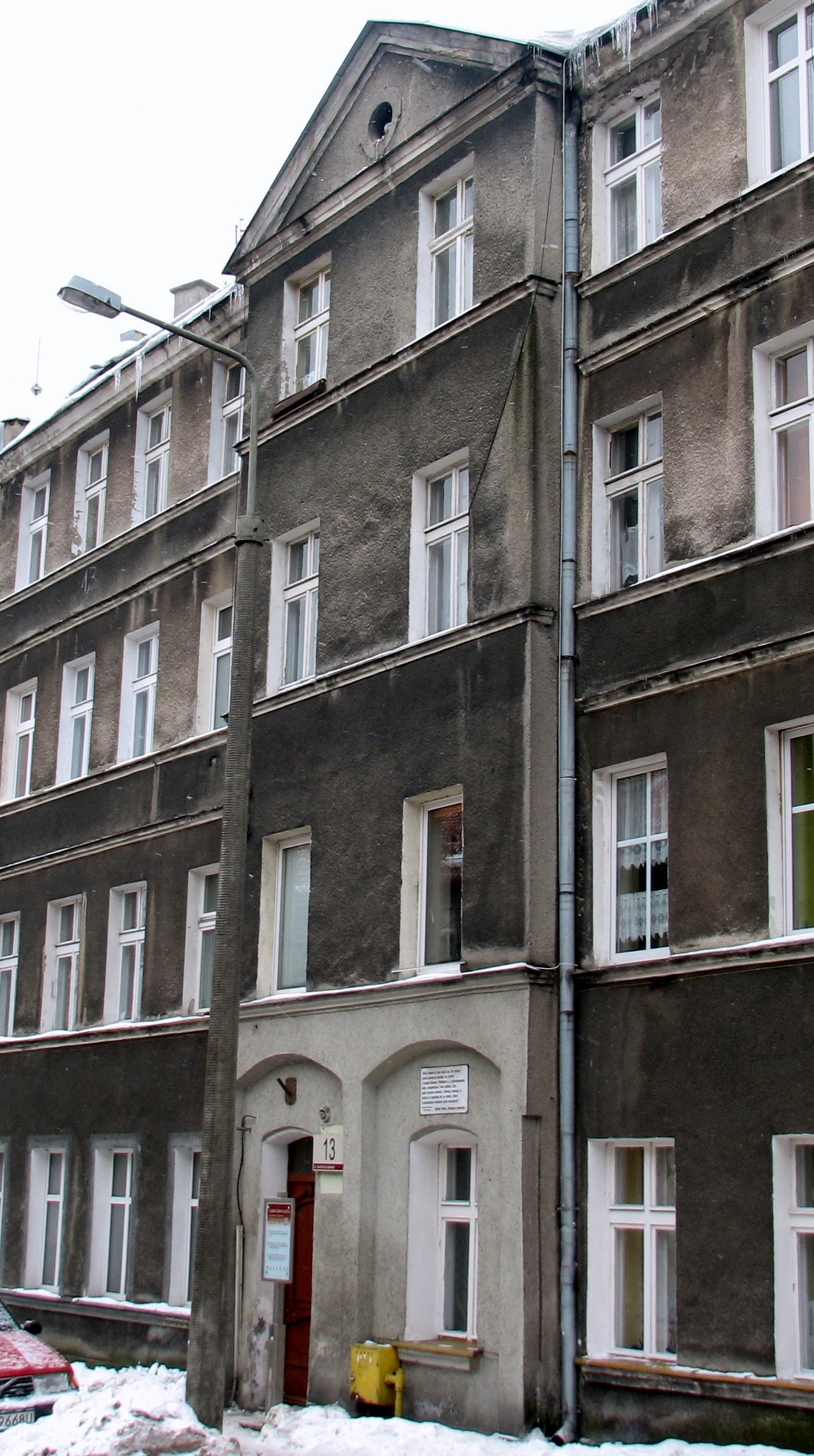
Casa din Gdansk

## Opere

### Romane, nuvele și povestiri
- Trilogia Danzigului

Günter Grass’ Semnătură

  - Die Blechtrommel („Toba de tinichea”. ISBN 978-973-46-0598-9.), roman, 1959
  - Katz und Maus („Pisica și șoarecele”. ISBN 978-973-46-1296-3.), nuvele, 1961
  - Hundejahre („Ani de câine”), roman, 1963
- örtlich betäubt („Anestezie locală”. ISBN 978-973-46-1090-7.), roman, 1969
- Aus dem Tagebuch einer Schnecke („Din jurnalul unui melc”), roman, 1972
- Der Butt („Calcanul”), roman, 1977
- Das Treffen in Telgte („Întâlnire în Telgte”), proză scurtă, 1979
- Kopfgeburten oder Die Deutschen sterben aus („Rubrica nașteri sau germanii sunt pe moarte”), proză scurtă, 1980
- Die Rättin („Șobolanul”), roman, 1986
- Unkenrufe („Apel către broasca râioasă”), povestire, 1992
- Ein weites Feld („Un câmp larg”), roman, 1995
- Mein Jahrhundert („Secolul meu”, ISBN 978-973-46-1922-1.), roman, 1999
- Im Krebsgang („În mers de crab”, ISBN	978-973-46-3895-6.), nuvelă, 2002
- Beim Häuten der Zwiebel („Decojind ceapa”), memorii, 2006
- Die Box („Caseta”), roman, 2008
- Unterwegs von Deutschland nach Deutschland. Jurnal 1990. („Călătorie în Germania, din Germania”, ISBN 978-973-46-2834-6.), memorii, 2009
- Grimms Wörter. Eine Liebeserklärung. („Cuvintele Fratilor Grimm”, ISBN 978-973-46-3636-5.), memorii, 2010

### Drame
- Die bösen Köche. Ein Drama. („Bucătăriile răulu”), teatru, 1956
- Hochwasser. Ein Stück in zwei Akten. („Inundațiile. O piesă în două acte”), teatru, 1957
- Onkel, Onkel. Ein Spiel in vier Akten. („Unchiul, unchiul. O piesă în patru acte”), teatru, 1958
- Noch zehn Minuten bis Buffalo. Ein Spiel in einem Akt., teatru, 1958
- Die Plebejer proben den Aufstand. Ein deutsches Trauerspiel. („Plebeul de revoltă. O tragedie germană”), teatru, 1966

### Lirică
- Die Vorzüge der Windhühner („Avantajele găinilor-giruetă”), 1956
- Gleisdreieck., poezii, 1960
- Ausgefragt („Întrebat”), 1967
- Gesammelte Gedichte, 1971
- Letzte Tänze, 2003
- Lyrische Beute, 2004
- Dummer August., 2007
- Was gesagt werden muss, 2012
- Europas Schande, 2012.[16]
- Eintagsfliegen, 2012
- Poesiealbum 302., Märkischer Verlag, Wilhelmshorst 2012, ISBN 978-3-943708-02-8.

### Diverse
- Über das Selbstverständliche („Despre ce e evident”.), discursuri-articole-scrisoare deschisă-comentarii, 1968
- Der Bürger und seine Stimme. Reden, Aufsätze, Kommentare („Cetățeanul și vocea lui”.) Discursuri-eseuri-comentarii, 1974
- Denkzettel - Politische Reden und Aufsätze 1965 - 1976 Discursuri politice și eseuri 1965-1976, eseuri, 1978
- Widerstand lernen: Politische Gegenreden 1980-1983 („Studiu de rezistență. Discursuri politice 1980-1983”), eseuri, polemici politice, 1984
- Zunge zeigen („Limba. Un jurnal din desene”.), jurnal, 1988